# Marathon van Berlijn 2016
De marathon van Berlijn 2016 vond plaats op zondag 25 september 2016. Het was de 43e editie van deze marathon. De wedstrijd werd bij de mannen gewonnen door de Ethiopiër Kenenisa Bekele in 2:03.03.
Vanaf de start lag het tempo zeer hoog (onder wereldrecordschema), de halve marathon werd door zeven atleten doorgekomen in 1:01.11, de snelste halve doorkomst ooit in een marathonwedstrijd. Geoffrey Rono, voormalig wereldrecordhouder 30 km, stapte net voor de 30 km van kop af en op dat moment nam Wilson Kipsang over. Hij was de enige van de kopgroep die ooit zo'n snelle doorkomst had gerealiseerd in een marathon. Hij nam een voorsprong van maximaal zeven seconden op zijn achtervolgers. Na 38 km was Bekele de enige die de ex-wereldrecordhouder weer kon bijbenen en na 41 km uiteindelijk zelfs voor wist te blijven. De hoop op een nieuw wereldrecord leek echter vervlogen, met inmiddels twintig seconden achterstand. Met een snelle laatste anderhalve kilometer kwam hij uiteindelijk toch nog verrassend dicht bij het wereldrecord.
De Keniaanse Aberu Kebede was het snelste bij de vrouwen en won de wedstrijd in 2:20.45.
Naast marathonlopers namen er aan deze wedstrijd ook inline-skaters, handbikers en rolstoelers deel. De inline skatewedstrijd werd gewonnen door de Belg Bart Swings. De Nederlander Gary Hekman werd op de streep net afgetroefd.
In totaal finishten 36.054 lopers deze marathon, waarvan 26807 mannen en 9247 vrouwen.

## Uitslagen
Mannen
| rang   | naam                  | land | tijd    |
| ------ | --------------------- | ---- | ------- |
| Goud   | Kenenisa Bekele       | ETH  | 2:03.03 |
| Zilver | Wilson Kipsang        | KEN  | 2:03.13 |
| Brons  | Evans Kiplagat Chebet | KEN  | 2:05.31 |
| 4      | Sisay Lemma           | ETH  | 2:06.56 |
| 5      | Eliud Kiptanui        | KEN  | 2:07.47 |
| 6      | Geoffrey Ronoh        | KEN  | 2:09.29 |
| 7      | Alfers Lagat          | KEN  | 2:09.46 |
| 8      | Yohanes Gebregergish  | ERI  | 2:09.48 |
| 9      | Jacob Kendagor        | KEN  | 2:10.01 |
| 10     | Suleiman Simotwo      | KEN  | 2:10.22 |
| 11     | Mark Kiptoo           | KEN  | 2:10.24 |
| 12     | Emmanuel Mutai        | KEN  | 2:10.29 |
| 13     | Yuki Kawauchi         | JPN  | 2:11.03 |
| 14     | Mikael Ekvall         | SWE  | 2:13.16 |
| 15     | Jean Habarurema       | FRA  | 2:13.57 |
| 16     | Steffen Uliczka       | GER  | 2:15.02 |
| 17     | Malcolm Richards      | USA  | 2:15.10 |
| 18     | Chalachew Tiruneh     | ETH  | 2:16.07 |
| 19     | Ebrahim Abdulaziz     | NOR  | 2:16.53 |
| 20     | Paul Martelletti      | NZL  | 2:16.58 |
| 21     | Taye Babeker          | ETH  | 2:17.56 |
| 22     | Dennis Laerte         | BEL  | 2:18.04 |
| 23     | Nick Arciniaga        | USA  | 2:18.18 |
| 24     | Ignas Brasevicius     | LTU  | 2:18.56 |
| 25     | Mike Teekens          | NED  | 2:18.55 |
| 27     | Olfert Molenhuis      | NED  | 2:19.00 |

Vrouwen
| rang   | naam             | land | tijd    |
| ------ | ---------------- | ---- | ------- |
| Goud   | Aberu Kebede     | ETH  | 2:20.45 |
| Zilver | Birhane Dibaba   | ETH  | 2:23.58 |
| Brons  | Ruti Aga         | ETH  | 2:24.41 |
| 4      | Reia Iwade       | JPN  | 2:28.16 |
| 5      | Katharina Heinig | GER  | 2:28.34 |
| 6      | Janet Ronoh      | KEN  | 2:29.35 |
| 7      | Elena Dolinin    | ISR  | 2:35.59 |
| 8      | Cassie Fien      | AUS  | 2:37.28 |
| 9      | Claire McCarthy  | IRL  | 2:38.00 |
| 10     | Gladys Ganiel    | IRL  | 2:39.10 |

1974 ·
1975 ·
1976 ·
1977 ·
1978 ·
1979 ·
1980 ·
1981 ·
1982 ·
1983 ·
1984 ·
1985 ·
1986 ·
1987 ·
1988 ·
1989 ·
1990 ·
1991 ·
1992 ·
1993 ·
1994 ·
1995 ·
1996 ·
1997 ·
1998 ·
1999 ·
2000 ·
2001 ·
2002 ·
2003 ·
2004 ·
2005 ·
2006 ·
2007 ·
2008 ·
2009 ·
2010 ·
2011 ·
2012 ·
2013 ·
2014 ·
2015 ·
2016 ·
2017 ·
2018